# قاسم أباد (تشرداول)
قاسم أباد (بالفارسية: قاسم‌آباد) هي قرية تقع في قسم بيجنوند الريفي (مقاطعة تشرداول) في إيران. يقدر عدد سكانها بـ 53 نسمة.